# San Pablo Autopan
San Pablo Autopan es una localidad del Estado de México. «Autopan» es una palabra náhuatl que significa «En tierra fértil» y se compone de las raíces toctli (tierra gruesa, húmeda o fértil) y pan (encima o arriba).

## Historia
Según la tradición oral, aproximadamente entre los años de 1540 y 1550 llegaron los frailes dominicos, quienes tenían la misión de predicar el evangelio.
Con la llegada de estos frailes al valle de Toluca, los habitantes de San Pablo Autopan construyeron una capilla dedicada a venerar a Santo Domingo de Guzmán.
Años más tarde llegaron los franciscanos y designaron al apóstol San Pablo patrono del lugar, y como testimonio de su presencia dejaron la construcción de la portería o capilla abierta ubicada a un costado de la parroquia.
Conocido comúnmente por San Pablo, se agregaba a veces «cabecera de los otomíes», sin embargo, existen algunas alteraciones de Autopan: Huexoupan, Otompam y Otumpa.
Era además cabecera de tres pueblos, como se hace constar en un documento del 20 de enero de 1775: «...el pueblo de San Pablo Otompam como cabecera de sus tres pueblos anexos: San Andrés (Cuexcontitlán), San Cristóbal (Huichochitlán) y San Nicolás (Tlachaloya)».
Por acuerdo de cabildo núm. 214 del 4 de diciembre de 1986, se aprobó por unanimidad de votos la propuesta de los ciudadanos Eduardo López Sosa, primer síndico procurador y el profesor Alfonso Sánchez García, cronista municipal-, agregar a las 24 delegaciones que conforman el municipio de Toluca a su nombre de un heróe nacional o estatal, por lo cual el poblado se llama oficialmente desde entonces, San Pablo Autopan de Lázaro Cárdenas.

## División Política
De acuerdo con el Bando Municipal de Policía y Buen Gobierno 2000, para su gobierno, administración y organización, el pueblo se integra por una cabecera, siete barrios denominados: Santa Cruz, Pueblo Nuevo, de Jesús I, II y III secciones, del Cajón, Santa Maria, Tlachaloyita y Contracaja; y las subdelegaciones: Colonia Aviación Autopan, Xicaltepec Autopan, San Carlos Autopan, San Diego Linares y colonia Ojo de Agua.

## Religión
La religión que profesa la mayoría de los habitantes de San Pablo Autopan es la católica, la cual se cree que llegó al pueblo entre 1740 y 1750, mientras que la de Pentecostés apareció en 1968 y la de los Testigos de Jehová en 1970.
Desde el año 1960, en esta localidad de 30,500 habitantes, se iniciaron los cultos religiosos cristianos en el Templo Evangélico "La Nueva Jerusalén" ubicado en la calle Nicolás Bravo No. 128. Años más tarde se construyó el Templo Evangélico "El Mesías" que está ubicado en la calle Valentín Gómez Farias, Barrio de Santa Cruz.
En 1910 se elevó al rango de parroquia el templo de San Pablo Apóstol, ubicada en el centro de la comunidad. Siendo este el templo católico principal en la comunidad, teniendo diversas capillas en cada barrio.

## Población actual
La población total de San Pablo Autopan es de 47932 personas, de cuales 23664 son hombres y 24268 mujeres.

## Habitantes indígenas
Aproximadamente 4,160
personas en San Pablo Autopan viven en hogares indígenas. Hay 1,894 personas
con más de 5 años que habla una lengua indígena, 4 personas de más de 5 años que
hablan una lengua indígena, pero no hablan español y 1,668 personas hablan tanto el español como
una lengua indígena. La lengua madre es el Otomí. 

## Estructura social
Actualmente la mayoría de la población de San Pablo Autopan cuenta con derecho a atención médica por parte del programa seguro social

## Estructura económica
En San Pablo Autopan hay un total de 6288 hogares. De estas 6174 viviendas, 384 tienen piso de tierra y unos 515 consisten de una sola habitación.
5301 de todas las viviendas tienen instalaciones sanitarias, 3848 son conectadas al servicio público, 5849 tienen acceso a la luz eléctrica.
La estructura económica permite a 380 viviendas tener una computadora, a 1510 tener una lavadora y 5558 tienen una televisión.

## Tradiciones
-	Día de muertos (Velar 2 días en el panteón a los fieles difuntos)
-	Fiesta patronal de enero 28,tradicional feria con quema de juegos artificiales y la calle de la plaza llena de puestos de comida, bebida y antojitos mexicanos.
-	Fiesta patronal del 8 de agosto, tradicional feria con quema de juegos artificiales y la calle de la plaza llena de puestos de comida, bebida y antojitos mexicanos.
-	Caminata y baile hasta la casa del novio después de la boda religiosa 
-	Representación de viacrucis utilizando como escenario el entorno del pueblo y el famoso cerro del perico, siendo los actores, personas del pueblo que se preparan meses antes en la iglesia. 
-       Recorrido del "Judas" por el pueblo, acompañado de niños y adultos simula la búsqueda de Jesús y la gente del pueblo lo va dirigiendo o marcando una dirección a su camino.  Durante su trayecto, por su aspecto aterrador, va espantando niños y personas que se encuentra con un silbato con sonido sin igual.

## Educación escolar
En total existen 1911 analfabetos de 15 y más años, 273 de los jóvenes entre 6 y 14 años no asisten a la escuela. De la población a partir de los 15 años 1897 no tienen ninguna escolaridad, 7702 tienen una escolaridad incompleta. 5672 tienen una escolaridad básica y 3229 cuentan con una educación post-básica.
Un total de 1746 de la generación de jóvenes entre 15 y 24 años de edad han asistido a la escuela, la mediana escolaridad entre la población es de 7 años.

## Jeroglífico
El glifo que da representación a este lugar es un reflejo fiel de las actividades agrícolas en que se ocupan sus habitantes. Se compone por el ideograma de una planta de maíz, «centli», sobre el signo de «talli», tierra. Se puede apreciar una imagen del glifo en lo que anteriormente era la delegación, que se encuentra ubicada en la calle Ignacio López Rayon esquina con Arturo Martínez Legorreta.

## Ubicación
San Pablo Autopan se localiza en las siguientes coordenadas extremas; en el paralelo 19°21′24″ de latitud norte, así como el meridiano 99°39′31″.
San Pablo Autopan es uno de los 24 pueblos que integran el municipio de Toluca, se ubica al norte de la cabecera municipal, a una distancia aproxiamda de 9.3 km. Colinda al norte con la ex hacienda de Xicaltepec y La Laguna, al sur con el pueblo de San Critóbal Hichochitlán y el ejido de Calixtlahuaca, al este con San Andrés Cuexcontitlán y al oeste con los ejidos de Santa Cruz Atzcapolzaltongo y Almoloya de Juárez.

## Hidrografía
Se compone del río Tejalpa, que nace en las faldas del volcán Xinantécatl o Nevado de Toluca, en las ranchería denominada San Pedro Tejalpa.
Este río recorre aproximadamente cuatro kilómetros del territorio de San Pablo Autopan. Debido a que este pueblo se integra en su totalidad por tierras de cultivo cosechadas por el, se han tenido que construir bordos de retención de agua para regar los sembradíos.
Actualmente existen doce bordos de retención: Bordo de Dolores, Eduviges, Santa Rosa, San Jerónimo, San Mateo, Bordo Nuevo, Bordo el Pelón, San Blas, San Cristóbal, San Cayetano y La Colonia.

## Deporte
Actualmente podemos encontrar una unidad deportiva en el conocido "Cerro del Perico". En ella hay canchas de basquetbol, fútbol rápido, cancha con empastado sintético y pista atlética. Esta unidad deportiva se encuentra abierta al público todo el tiempo y no tiene costo alguno. 
Cuenta además con el "Estadio de fútbol San Pablo Autopan" ubicado en la calle José Luis Álamos. 
Existen también diferentes campos de fútbol de índole privada, los que destacan son "Campo Victoria" y "Campo el mirador".